# Villa Giustiniani Odescalchi
Le palais ou la villa Giustiniani Odescalchi est un palais qui se trouve à Bassano Romano, un village de la province de Viterbe. Il a été acquis en 2003 par l'État italien et il est la propriété du ministère pour les Biens et Activités culturels. Depuis décembre 2014, il est géré par le pôle muséal du Latium. Il est actuellement (en 2016) fermé au public pour des raisons de conservation.

## Description
Depuis la galerie ouverte du palais, on peut admirer une bonne partie du jardin ainsi que la longue allée qui conduit à la Rocca, un pavillon de chasse crénelé et flanqué de tours qui reproduit la roche héraldique de la famille Giustiniani.
Le parc à l'arrière communique avec l'étage noble du bâtiment par un viaduc avec pont-levis. Il occupe la plus grande partie de la propriété. Il est riche d'un patrimoine arboricole exceptionnel : chênes pluriséculaires, épicéas rouges et blancs, cyprès et différents arbres fruitiers qui témoignent de sa conception comme jardin productif. 
Cette villa est également connue pour avoir servi de lieu de tournage d'une des séquences du film La dolce vita de Federico Fellini.

## Histoire du palais
Le palais était autrefois la propriété de la famille Anguillara (it). Il subit une première transformation au XVIe siècle. Les travaux les plus massifs ont lieu au XVIIe siècle, sur ordre du marquis Vincenzo Giustiniani, un commerçant génois. Ce dernier met en œuvre un projet de construction grandiose qui comprend, outre le palais, le vaste parc. Une nouvelle phase de travaux a lieu vers la fin du XVIIe siècle, époque à laquelle est réalisé entre autres le petit théâtre.